# C/2025 D1 (Gröller)
El Cometa Gröller, también conocido como C/2025 D1, es un cometa hiperbólico muy distante descubierto por Hannes Gröller, del Catalina Sky Survey, el 20 de febrero de 2025. Es el cometa con el perihelio más lejano jamás conocido, que se acercará al Sol a no menos de 14.12 UA (2.112 billones de km) para mayo de 2028, superando el récord anterior de C/2003 A2 (Gleason) en 2.7 UA.

## Observación
El cometa fue descubierto por Hannes Gröller utilizando el Telescopio Bok de 2.25 m (7.4 pies) del Observatorio Kitt Peak en Arizona. Las imágenes obtenidas mediante la superposición de exposiciones de 30 segundos muestran un objeto de magnitud 20.6 con una coma condensada de 3 segundos de arco de diámetro.